# Баттиато, Франко
Франко Баттиато (итал. Franco Battiato; 23 марта 1945, Джарре-Рипосто, Сицилия — 18 мая 2021, Мило, Сицилия) — итальянский композитор, эстрадный певец, музыкант, художник и режиссёр.

## Биография
В 18 лет после смерти отца, возражавшего против музыкальной карьеры сына, Баттиато бросил колледж и безо всяких конкретных предложений отправился в Милан — становиться звездой. Это удалось ему только через пять лет, когда после нескольких не слишком успешных песен он записал первый свой хит «È l’amore». Песня имела такой успех, что была позаимствована во французскую эстраду (Джонии Уайт, «Formidable»).
В 1970 году записал первую итальянскую прогрессив-рок-песню «La convenzione» (переиздана в 2002 году), а в 1971 году выпустил свой первый альбом «Fetus» («Эмбрион»), который считается началом итальянского авангарда. Кроме собственного творчества, в 1970-х Баттиато сотрудничал с композитором Юри Камисаска («Telaio Magnetico») и психоделической группой «Osage Tribe».
В 1978 году альбом «L’Egitto prima delle sabbie» завоевал международную композиторскую премию «Stockhausen». Несмотря на то, что национальной звездой, продающей миллионные тиражи альбомов, Баттиато стал позднее, многие любители психоделической музыки до сих пор являются фанами именно Battiato-70.
Новый этап творчества Баттиато начался с выходом в 1979 году альбома «L’era del cinghiale bianco» («Эра белого кабана»). В 1980-х аранжировками музыки Battiato занимался композитор Gino Paoli, благодаря чему она превратилась в электронный рок и диско. Кроме мелодий Баттиато стал писать тексты.
Выпущенный в 1981 году альбом «La voce del padrone» («Голос господина») разошёлся миллионным тиражом, стал альбомом года, завоевал все возможные премии и сдел Battiato звездой национального масштаба. Все до единой песни из этого альбома стали хитами.
С того же 1981 года Баттиато начал сотрудничать с певицей Аличе. Многие его песни включены в её репертуар, некоторые написаны в соавторстве, а в 1984 году они вместе представляли Италию на конкурсе Евровидение, где заняли 5 место. Исполнили они песню «I treni di Tozeur» («Поезда в Тозёр»), в мелодию которой вплетен отрывок из моцартовской Волшебной флейты.
С 1982 года Ф. Баттиато тесно сотрудничает с итальянской дивой Мильвой; в этом году выходит первый совместный альбом на французском языке «Milva e dintorni» и в этом же году его итальянская версия (песня «Alexander Platz» стала визитной карточкой певицы); второй совместный альбом «Svegliando l’amante che dorme» в 1989 году также вышел в двух версиях — итальянской и испанской (под названием «Una historia inventada»); третий, экспериментальный совместный альбом «Non conosco nessun Patrizio» вышел в 2010 году.
В 1992 году Баттиато дал концерт в Багдаде.
В 1990-х Баттиато написал рок-оперы и балеты Gilgamesh (1992), Messa arcaica (1994), Il Cavaliere dell’Intelletto (1994, не выпущена на диске), Campi magnetici (2000); начал экспериментировать в живописи.
Его музыку стало невозможно отнести к какому-либо стилю, а тексты некоторых песен написаны философом, писателем и поэтом Манлио Згаламбро, который не только писал слова, но и выступал в качестве бэк-вокалиста.
В 2000-е годы Баттиато стал продюсером и режиссёром фильмов «Perduto amor» (2003), «Musikanten» (2005), «Niente è come sembra» (2007) и «La sua figura» (2007). Последний посвящён жизни итальянской певицы и подруги Баттиато — Джуни Руссо, для которой он написал альбом «Energie» (1981) и композиции «Un’estate al mare», «Post-moderno», «Limonata cha cha cha» и «Good Good-Bye».
Помимо альбомов, Баттиато записал серию дисков с каверами — «Fleurs» (1999), «Fleurs 3» (2002) и «Fleurs 2» (2008), в которых им исполнены песни Де Андре, Бреля, Ферри, The Rolling Stones, Далиды, Чарли Чаплина и др. Кроме того, для сборника «The Different You (Tributo a Robert Wyatt)» Баттиато записал композицию «Alifib».
В эти годы круг сотрудничества Баттиато расширился ещё сильнее. Для записи альбомов он приглашал этнических певиц Атлас, Куми Ватанабэ и Сепиде Раиссадат, рокера Кристину Скаббия, нью-вейв-группу «Krisma», металл-группу «Psycho Jeremy», английский камерный оркестр и др. В 2001 году евродэнс-группа Eiffel 65 записала песню «80’s Stars» (вошедшую в альбом «Contact!»), где был использован припев из песни Баттиато «Centro di gravità permanente» 1981 года.
В 2012 году певец записал альбом «Apriti Sesamo». Широкую известность получила песня из этого альбома «Passacaglia» (слова Манлио Згаламбро) — аллюзия на известное вокальное произведение XVII века «Человек исчезает, как тень» (Пассакалья о смерти, «Homo fugit velut umbra»), приписываемое Стефано Ланди.
Умер 18 мая 2021 года в Мило.

## Дискография

### Студийные альбомы (на итальянском)
- 1972: «Fetus»
- 1972: «Pollution»
- 1973: «Sulle corde di Aries»
- 1974: «Clic»
- 1975: «M.elle le Gladiator»
- 1977: «Battiato»
- 1978: «Juke Box»
- 1978: «L'Egitto prima delle sabbie»
- 1979: «L'era del cinghiale bianco»
- 1980: «Patriots»
- 1981: «La voce del padrone»
- 1982: «L’arca di Noè»
- 1983: «Orizzonti perduti»
- 1985: «Mondi lontanissimi»
- 1988: «Fisiognomica»
- 1991: «Come un cammello in una grondaia»
- 1993: «Caffè de la Paix»
- 1995: «L'ombrello e la macchina da cucire»
- 1996: «L’imboscata»
- 1998: «Gommalacca»
- 1999: «Fleurs» (кавер + неизданное)
- 2001: «Ferro battuto»
- 2002: «Fleurs 3» (кавер + неизданное)
- 2004: «Dieci stratagemmi»
- 2007: «Il vuoto»
- 2008: «Fleurs 2» (кавер + неизданное)
- 2009: «Inneres Auge — Il tutto è più della somma delle sue parti» (новые версии + кавер + неизданное)